# Сіань Цзяотун-Ліверпульський університет
Сіань Цзяотун-Ліверпульський університет (Xi’an Jiaotong-Liverpool University, спрощ.: 西交利物浦大学; піньїнь: Xī’ān Jiāotōng Lìwùpǔ Dàxúe) - міжнародний університет в Сучжоу в провінції Цзянсу в Китаї. Він був заснований у 2006 році як спільний проєкт Ліверпульського університету і університету Сіань Цзяотун.
Університет спеціалізується на науці, технологіях, інженерії, архітектурі та бізнесі, другорядною спеціалізацією є вивчення англійської мови. Він пропонує низку освітніх програм, включаючи ступені бакалавра, магістра та доктора філософії.
Випускники університету отримують два ступені: від Міністерства освіти Китаю та від Ліверпульського університету. Аспіранти отримують ступінь Ліверпульського університету. Більшість занять проводяться англійською мовою.
Університет займає № 1001-1200 у рейтингу університетів світу QS 2023 року і відомий як один із найкращих приватних університетів материкового Китаю.

## Історія

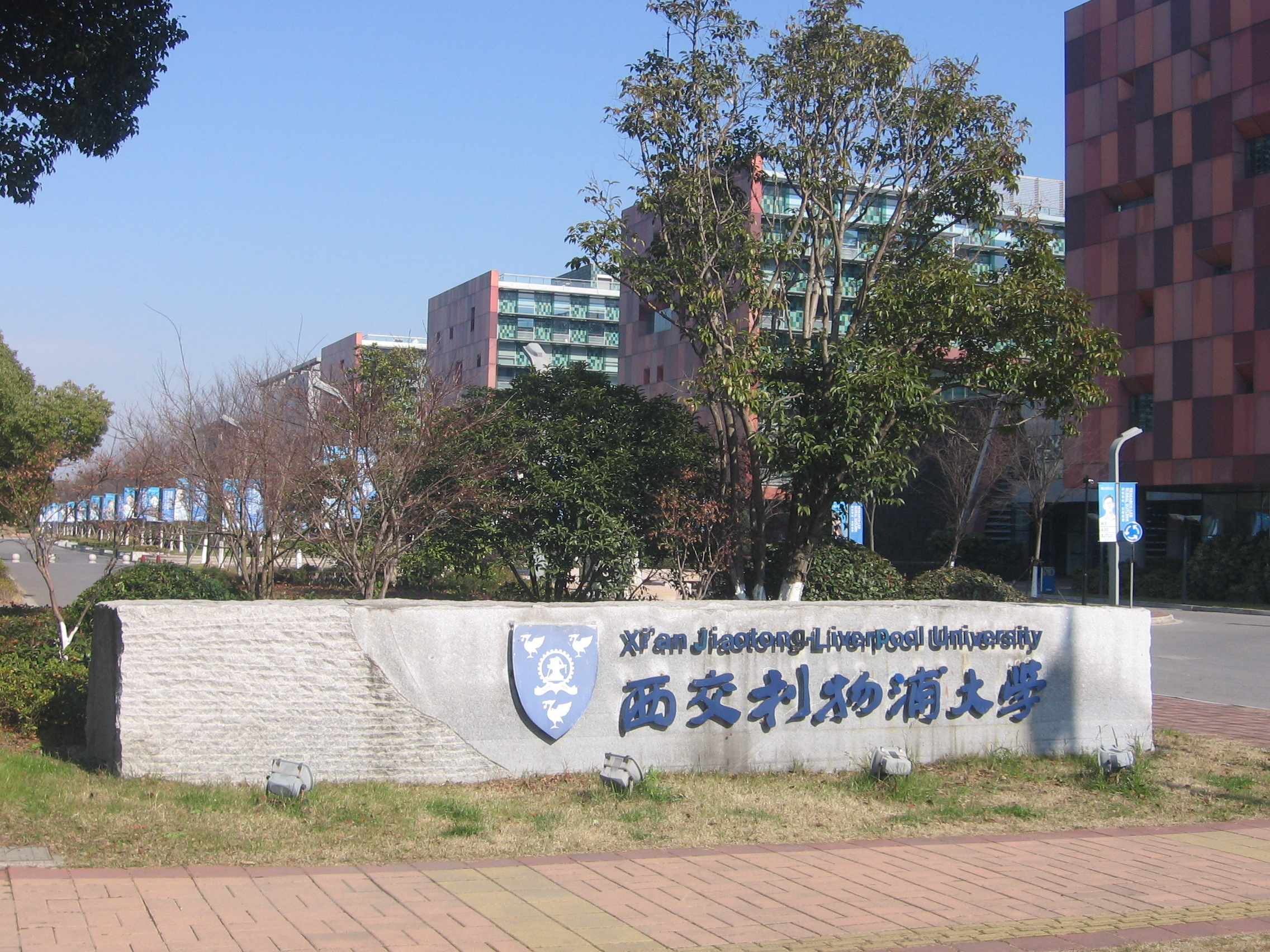
Головний вхід

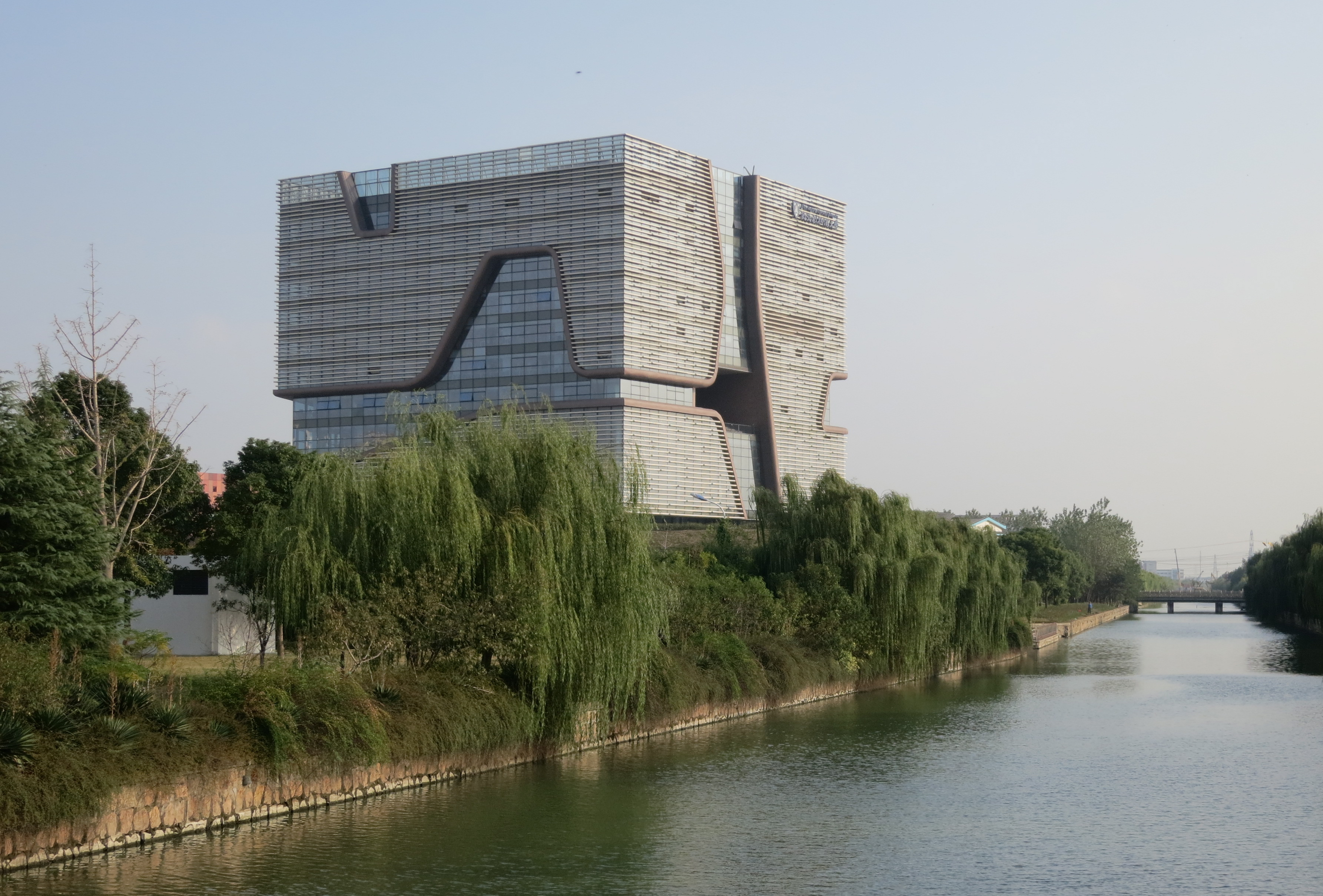
Центральна будівля

28 вересня 2004 року університет Сіань Цзяотун і Ліверпульський університет підписали угоду про співпрацю щодо створення Сіань Цзяотун - Ліверпульського університету. Будівництво нового кампусу університету почалося в серпні 2005 року, а офіційне відкриття університету відбулося 29 травня 2006 року. На перший курс було зараховано понад 160 студентів.
Перша група студентів закінчила університет у серпні 2010 року, причому 97 відсотків продовжили навчання за кордоном на магістерських або докторських програмах, а 10 відсотків потрапили в університетах, які входять до десятки найкращих у світі за рейтингом The Times 2010 року. У грудні 2010 року університет інвестував шість мільйонів юанів у дослідження для підвищення академічної успішності. До січня 2011 року Сіань Цзяотун-Ліверпульський університет очолив список 10 найкращих китайсько-іноземних спільних університетів Китаю.
Під час візиту до університету 25 вересня 2016 року державний міністр Великої Британії у справах університетів, науки, досліджень та інновацій Джо Джонсон назвав Сіань Цзяотун-Ліверпульський університет «надзвичайним досягненням».

### Контекст
Ряд британських університетів створили кампуси або спільні установи в Китаї, включаючи Університет Ноттінгема Нінбо Китай, закордонний кампус Ноттінгемського університету, розташований у місті Нінбо, і Суррейський міжнародний інститут-DUFE, академічна установа партнерства між Університетом Суррея та Університетом фінансів та економіки Дунбей у Даляні.
У 2010–2011 роках Китай був третім за популярністю закордонним місцем для британських студентів після Малайзії та Сінгапуру: у Китаї навчалось майже 36 000 британських студентів.
Американські університети також прагнули присутності в Китаї. Університет Нью-Йорка в Шанхаї — це третій кампус, який видає дипломи, заснований Нью-Йоркським університетом після Нью-Йорка та Абу-Дабі, заснований у 2012 році у партнерстві зі Східно-Китайським педагогічним університетом Шанхая.
Однак у звіті за 2007 рік британські університети попереджали, що вони повинні отримати більш глибоке розуміння китайської політики вищої освіти, якщо вони хочуть досягти успіху в створенні успішних стратегічних альянсів у довгостроковій перспективі.

## Кампус

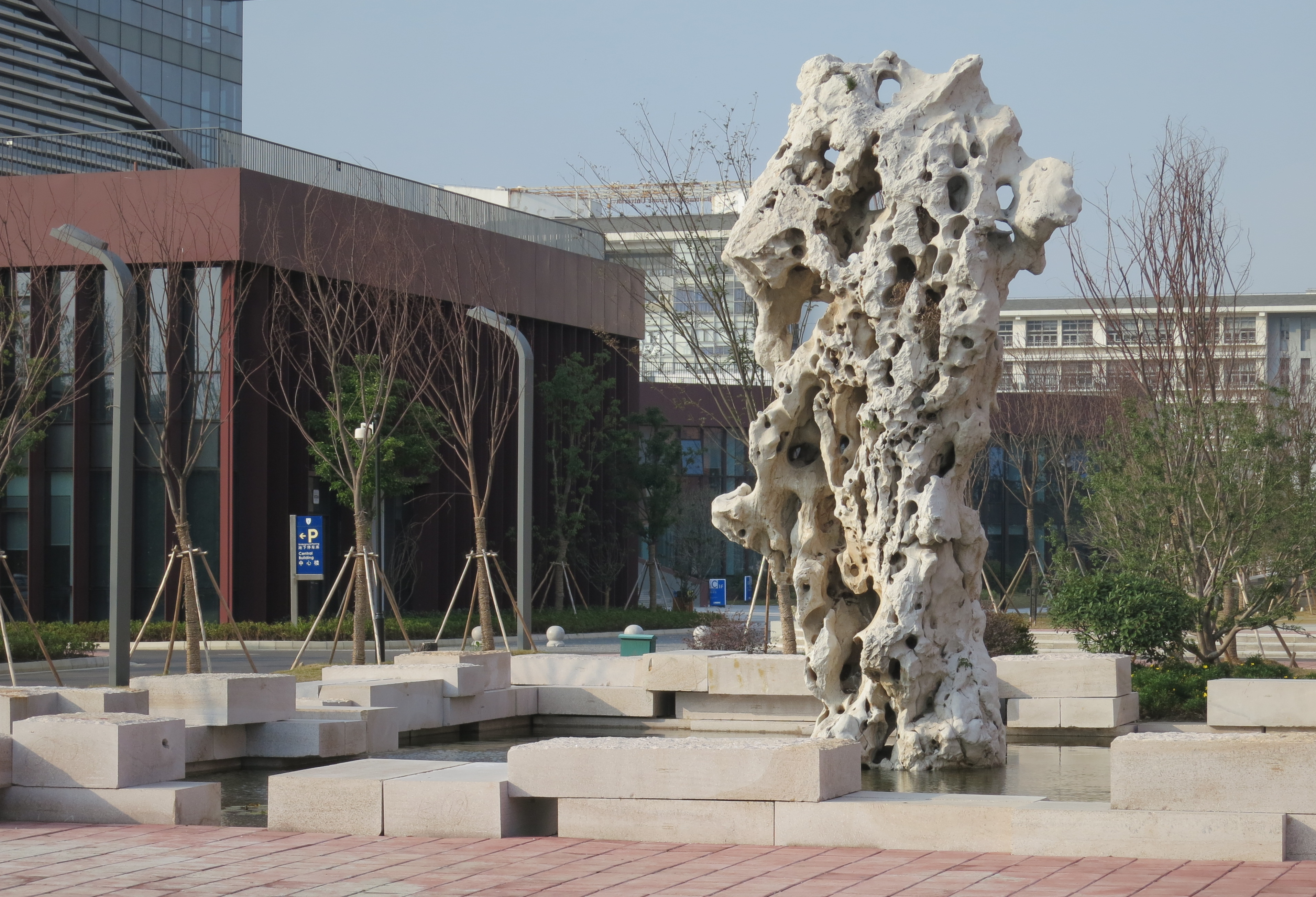
Вхід до Північного кампусу

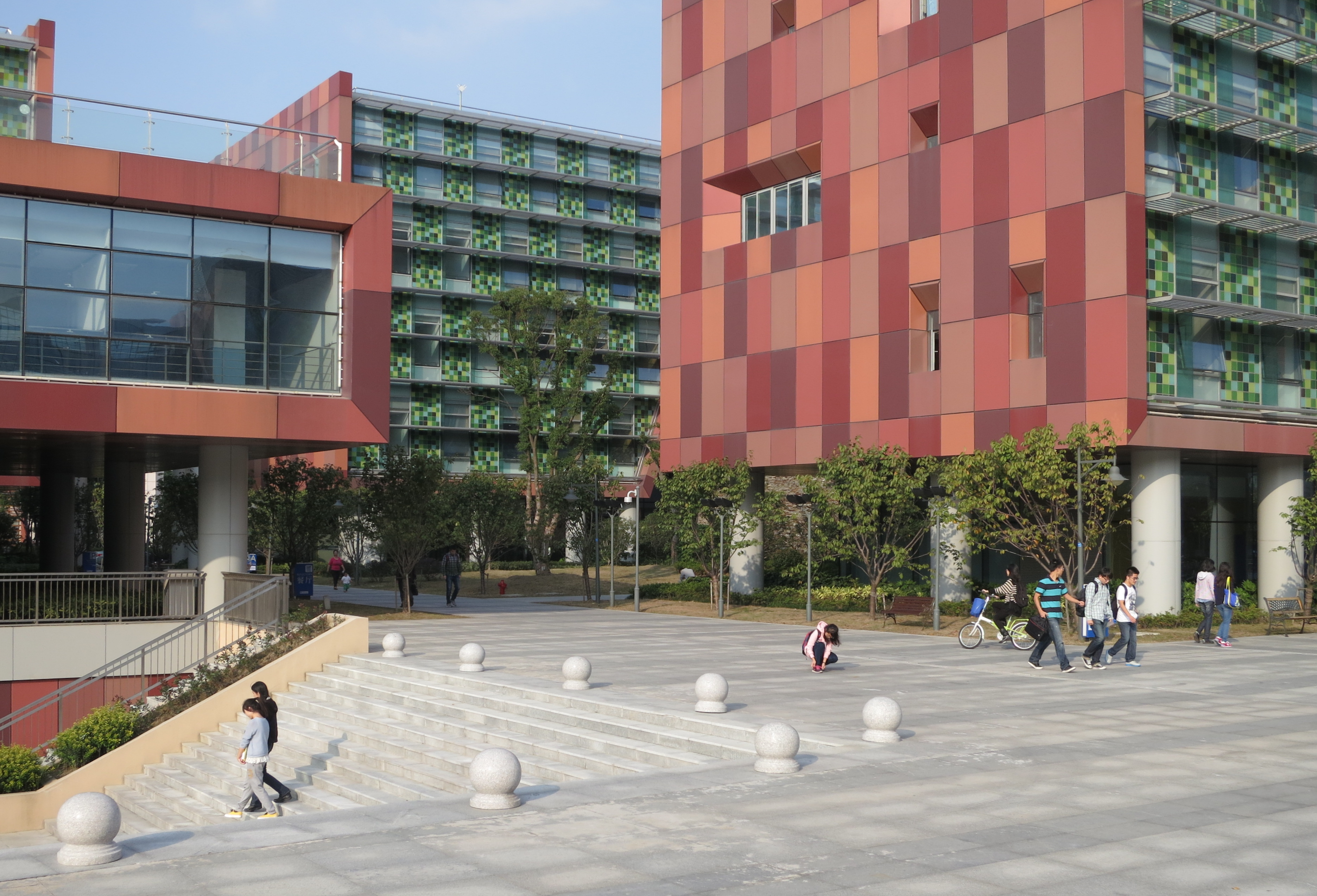
Північний кампус, архітектори - Perkins and Will

### Місцезнаходження
Кампус розташований в Індустріальному парку Сучжоу, в 12 км на схід від центру Сучжоу і в 90 км на захід від Шанхаю. В Індустріальному парку Сучжоу працюють понад 20 000 іноземних працівників, і розташований у самому центрі комплексу Сіань Цзяотун-Ліверпульський університет є частиною цієї міжнародної спільноти. Новий кампус університету був побудований у місті Тайцанг.

### Північний кампус
Його кампус був розроблений у два етапи. Перший етап був зосереджений на Північному кампусі, який був завершений восени 2013 року. Загальний план кампусу розробила американська архітектурна фірма Perkins and Will. Знакова центральна будівля університету була урочисто відкрита восени 2013 року за проектом британсько-азійської архітектурної фірми Aedas. Вона була номінантом на Всесвітньому архітектурному фестивалі 2014 року.

### Південний кампус
Друга фаза розвитку була зосереджена на Південному кампусі, де будівництво розпочалося влітку 2013 року. Перша черга Південного кампусу була відкрита 26 липня 2016 року, як основна частина святкування 10-ї річниці університету. Архітектурно він контрастує з Північним кампусом. За дизайн Південного кампусу відповідали британські архітектори BDP.

### Кампус Taicang
Кампус Taicang розташований у зоні розвитку високих технологій Taicang, на північний схід від Сучжоу.

## Нагороди та визнання
У грудні 2011 року XJTLU отримав титул "найвпливовішого китайсько-іноземного вищого навчального закладу в Китаї" на Четвертій щорічній освітній конференції Китаю.
З моменту заснування факультету архітектури Сіань Цзяотун-Ліверпульського університету у 2011 році його студенти здобули низку важливих нагород, у тому числі вибороли третє місце на Студентському конкурсі дизайну високих будівель CTBUH. Студентів-архітекторів уже чотири рази нагороджували на Конкурсі проєктування з безпекою від землетрусів IDEERS на Тайвані та двічі на Національному симпозіумі архітектурної освіти, на якому щорічно нагороджуються найкращі роботи студій дизайну зі архітектурних навчальних закладів Китаю.
Бакалаврська і магістерська програми факультету архітектури підтверджені Королівським інститутом британських архітекторів.
Програма бакалавра біологічних наук факультету біологічних наук акредитована Королівським біологічним товариством.
Міжнародна бізнес-школа Сучжоу при університеті, створена в 2013 році, отримала акредитацію від AACSB, EQUIS, ACCA, CIMA, CPA Australia та ICAEW.

## Дослідження
У Сіань Цзяотун-Ліверпульському університеті діють дослідницькі центри для підтримки досліджень і розробок. У співпраці з Індустріальним парком Сучжоу місцевий уряд щорічно виділяє Сіань Цзяотун-Ліверпульському університету 10 мільйонів юанів на дослідження.

## Іноземні студенти
Станом на 2016 рік в університеті навчалось близько 500 іноземних студентів. Щоб заохотити студентів Ліверпульського університету проводити час за навчанням у кампусі Сіань Цзяотун-Ліверпульського університету, програма «Рік у Китаї» дозволяє студентам бакалаврату провести один рік у Сіань Цзяотун-Ліверпульському університеті, пройшовши там курси бакалавра китаїстики. Сіань Цзяотун-Ліверпульський університет також має ряд можливостей для відвідування та обміну студентами з університетів усього світу.